# Lanao du Nord
Lanao del Norte est une province des Philippines.

## Villes et municipalités
Municipalités
- Bacolod
- Baloi
- Baroy
- Kapatagan
- Kauswagan
- Kolambugan
- Lala
- Linamon
- Magsaysay
- Maigo
- Matungao
- Munai
- Nunungan
- Pantao Ragat
- Pantar
- Poona Piagapo
- Salvador
- Sapad
- Sultan Naga Dimaporo
- Tagoloan
- Tangcal
- Tubod

Villes
- Iligan